# Boris Boor
Boris Boor (* 12. Dezember 1950 in Bratislava, Tschechoslowakei) ist ein österreicher Springreiter und Teilnehmer bei den Olympischen Sommerspielen 1988 und Olympischen Sommerspielen 1992. Er wurde in den Jahren 1986, 1994 und 2008 Österreichischer Staatsmeister im Springreiten.
Boor nahm 1988 und 1992 bei den Olympischen Spielen teil. Während er 1988 mit dem Pferd Monaco F in der Einzelwertung antrat und in der Endrunde ausschied, erreichte er zusammen mit Thomas Frühmann (Genius), Jörg Münzner (Graf Grande) und Hugo Simon (Apricot D) auf Love Me Tender beim Preis der Nationen die Silbermedaille.
Er startete für den Reitverein Wiesenhof in Oberalm.